# Evolución lingüística del esperanto
El esperanto se ha mantenido bastante estable desde su creación en comparación con otras lenguas planificadas. Esto es debido a la Declaración de Boulogne de 1905, que hizo vinculantes las primeras obras de Zamenhof. Desde entonces la mayoría de los intentos de cambios en la lengua han sido, por tanto, visto como proyectos lingüísticos distintos (denominados esperantidos), y en su mayor parte la comunidad esperantista los ha ignorado. El principal cambio en el lenguaje ha sido un enorme aumento del vocabulario, en gran parte impulsado por las traducciones de jerga técnica, lo cual está explícitamente permitido por Boulogne. Sin embargo, también se han producido cambios más sutiles en la sintaxis y semántica, debido a que mientras antes los autores hablantes nativos de alemán y lenguas eslavas eran mayoría, ahora la mayoría son autores nativos de otros idiomas, como el francés o el inglés.

## Léxico
Ha habido un considerable debate sobre si la terminología técnica debe ser tomada del uso internacional mediante la adopción de nuevas raíces o si, cuando sea posible, es mejor hacerlo a través de la formación de palabras tradicional utilizada por el esperanto. Se trata en gran medida de un debate cultural: los europeos, que ya están familiarizados con este vocabulario "internacional", suelen estar a favor de la adopción de tales términos, mientras que los asiáticos, que pueden no estar familiarizados con ellos, suelen están a favor de reemplazarlos. Un ejemplo es la palabra para decir "computadora". Las primeras propuestas para la palabra "computadora" incluían komputero y komputoro, pero finalmente fueron sustituidos por la palabra de creación interna komputilo, formada por el verbo komputi "computar" y el sufijo -ilo "instrumento".
Han surgido algunas críticas sobre el uso del prefijo mal- para crear los antónimos de adjetivos comunes, como mallonga "corto" a partir de longa "largo" o de malmultekosta "barato" a partir de multekosta "caro". Se han acuñado varias decenas de neologismos para estos antónimos (para los ejemplos anteriores: kurta "corto" y ĉipa "barato"), normalmente con propósitos poéticos, pero la mayoría han encontrado poca aceptación. Si han encontrado aceptación algunas como el neologismo dura "duro", ya que la palabra original malmola, formada a partir de mola "blando", parece tener una sonoridad demasiado suave como para significar "duro". Se ha propuesto crear el sufijo con sentido laudatorio -el-, que contrastaría con el sufijo peyorativo -aĉ-: skribo "escritura", skribaĉo "garabato", skribelo "caligrafía". Aunque puede utilizarse el sufijo -aĉ- como una palabra en sí misma, aĉa "malo, despectivo", sería problemático utilizar el sufijo -el- como una palabra debido a la existencia de la preposición el.

## Fonología
El cambio más visible en la fonología del esperanto ha sido la casi pérdida del sonido ĥ. Por ejemplo, la palabra derivada del alemán ĥino "chino" ha sido sustituida por la palabra ĉino. En la mayoría de los otros casos, el sonido ĥ ha sido sustituido por k, como en kemio "química" en lugar de ĥemio. Las únicas palabras que lo retienen son ĉeĥo "checo", eĥo "eco" y ĥoro "coro", aunque sigue siendo utilizado en la transcripción de nombres extranjeros.
| Esperanto inicial | Esperanto moderno | Español    | Palabras ya existentes que hacen irregulares los cambios |
| ----------------- | ----------------- | ---------- | -------------------------------------------------------- |
| arĥaika, arĥaja   | arkaika, arkaa    | arcaico    | arka (forma adjetival de arko, arco)                     |
| arĥeologo         | arkeologo         | arqueólogo |                                                          |
| ĥirurgo           | kirurgo           | cirujano   |                                                          |
| ĥemio             | kemio             | química    |                                                          |
| ĥoro              | koruso            | coro       | koro (corazón)                                           |
| ĥaoso             | kaoso             | caos       |                                                          |
| ĥimero            | kimero            | quimera    |                                                          |
| monarĥo           | monarko           | monarca    |                                                          |
| teĥniko           | tekniko           | técnica    |                                                          |
| ĥino              | ĉino              | chino      | kino (cine)                                              |
| ĥilo              | ĉilo              | quilo      | kilo (quilla, kilo-)                                     |

Se han introducido cambios en la fonotáctica, que nunca fue especificada explícitamente por Zamenhof, al añadir nuevo vocabulario y sobre todo en nombres extranjeros. Uno de ellos es la extensión de ŭ, que originalmente solo aparecía como vocal en los diptongos aŭ y eŭ, a un uso consonántico análogo al inglés w, que Zamenhof había reemplazado generalmente con v. Sin embargo, eslavos y alemanes, entre otros, tienen dificultades para distinguir entre v y la ŭ consonántica, y en la mayoría de los neologismos la ŭ consonántica se ha sustituido por v, como por ejemplo en ŭato → vato "vatio". En nombres propios, como Ŭakajama ~ Vakajama "Wakayama", hay más variación. Asimismo, nuevos diptongos con ŭ tales como oŭ no han llegado a implantarse, por ejemplo la palabra inglesa bowl "cuenco" fue adoptada como bovlo y no como boŭlo.
Otro cambio debatido ha sido la introducción de las consonantes geminadas. En el esperanto tradicional pueden aparecer consonantes dobles debido a la adición de morfemas, como en mallonga (mal-longa) "corto", pero no se encuentra dentro de ninguna de las raíces. La mayoría de las palabras introducidas con letras dobles (incluyendo tĉ y dĝ) ya se han modificado, por ejemplo Buddo → Budao "Buda". Tal vez la raíz más común que mantiene una consonante doble es finno "finés, finlandés", ya que es un homónimo cercano a fino "fin". Aunque se ha introducido la palabra suomo como reemplazo, ésta no se utiliza en palabras compuestas tales como finno-ugra "ugrofinés". Existe un debate considerable sobre si es deseable apartarse de las formas internacionales de tales palabras.

## Morfología
A la morfología del esperanto se le han añadido nuevos morfemas, pero fuera de la terminología técnica internacional pocos de ellos son de uso generalizado. Dos han sido aceptados como oficiales: el morfema -i- es utilizado para obtener los nombres de países y estados, como por ejemplo Meksikio "México" frente a Meksiko "Ciudad de México" o Vaŝintonio "Estado de Washington" frente a Vaŝintono "Washington DC". Muchos esperantistas también utilizan el morfema -i- en lugar de -uj-, el morfema original para nombrar a los países por el nombre de sus habitantes. Así surge Anglio "Inglaterra" frente al más tradicional Anglujo, de igual significado. La otra adición oficial es el morfema -end- que indica que hay que hacer algo (pagenda "por pagar"), introducido originalmente como parte de la reforma Ido. Algunos otros morfemas del Ido han sido introducidos en el lenguaje, sobre todo en la poesía, y son ampliamente reconocidos; por ejemplo -oz- "lleno de" como en poroza "porosa".
El choque percibido entre varios lenguas romances nacionales, como el español, el portugués o el italiano, que utilizan las vocales finales -o y -a para marcar el género, y el esperanto, que los utiliza para marcar la categoría gramatical, ha llevado a cambiar algunos nombres de mujer de dichos idiomas que terminan en -a. Esto ha tenido un efecto menor sobre algunos nombres tales como Jozefa ~ Jozefino "Josefina" (de Jozefo "José"), pero un efecto mayor en nombres como Johana ~ Johanino "Joanna" y Maria ~ Mariino "María".
Otro de los cambios relacionados con el género ha sido una reducción gradual de la cantidad de palabras intrínsecamente masculinas. Originalmente todos los miembros de una profesión, como dentisto "dentista", todas las personas definidas por una característica, como junulo "un joven" y kristano "cristiano", todas las etnias, como anglo "un inglés", y todos los participios verbales utilizados para los seres humanos, como kuranto "un corredor", eran masculinos a menos que se hiciera específicamente femenino mediante el sufijo -ino. Actualmente sólo una veintena de palabras, la mayoría de los términos de parentesco, siguen siendo masculinas.
Un cambio propuesto, mucho más radical, ha sido eliminar el género de las raíces masculinas restantes, como patro "padre", que no son esencialmente masculinas introduciendo un sufijo masculino semejante al femenino -ino. La propuesta más común es -iĉo, que es ampliamente aceptado. Un cambio paralelo es la introducción de un pronombre singular de tercera persona y de género neutro que abarque ambos géneros (el/ella), pero hay poco acuerdo sobre cómo debería ser. la mayoría de los esperantistas se oponen a ambos cambios amparándose en la Declaración de Boulogne.

## Sintaxis
Uno de los primeros debates en la sintaxis del esperanto fue si frases tales como "él nació" debían utilizar el participio presente -at- (naskata de naski "nacer"), preferido por los hablantes nativos de lenguas germánicas y eslavas, o el participio pasado -it- (naskita), el preferido por los hablantes nativos de lenguas románicas. El debate se centró en parte en si la diferencia esencial entre los sufijos era de tiempo o aspecto, pero seguía principalmente las convenciones de los idiomas nativos de los hablantes. Finalmente, se evitó el problema utilizando el morfema incoativo -iĝ-, siendo traducida entonces la frase como li naskiĝis.
Más recientemente, los verbos de estado se están utilizando cada vez más en sustitución del estilo «verbo copulativo + adjetivo», siguiendo un cierto uso poético, de manera que ahora puede escucharse con frecuencia la frase li sanas en lugar de li estas sana "él está sano". Esto puede haber sido inspirado por los idiomas asiáticos, tales como el chino o el japonés, que tratan conceptos adjetivales como si fuesen verbos. Ante esto, hubo resistencia especialmente en el caso de los participios (li falantas "él está cayendo", li falantis "él estaba cayendo", li falintas "él se ha caído", li falintis "él se había caído", etc.), que muchos europeos consideraron demasiado complejos. Aunque todavía tienen un uso minoritario, el debate sobre estas formas ha disminuido en gran medida.
Se han introducido nuevas preposiciones eliminando de las raíces existentes la terminación que indica la categoría gramatical. La más común es far, una abreviatura de fare "hecho por". La frase fare de ayuda a evitar posibles lecturas ambiguas de la preposición de "de, desde, por". Otro neologismo es cit, del verbo citi "citar, mencionar", y que se utiliza para introducir citas. A veces se usa en su lugar las preposiciones je o na.
Una dificultad ocasional en Esperanto es utilizar el caso acusativo con sintagmas nominales que no aceptan fácilmente el sufijo acusativo -n, como por ejemplo algunos correlativos tales como ties "de eso", frases citadas, o frases que ya incluyen un sufijo acusativo como provoj savontaj ĝin "intentos para salvarlo", forpelado hundon "sacar al perro". En esta última situación, se ha utilizado tradicionalmente la preposición de, pero es bastante ambigua: forpeladon de hundo podría significar que el perro fue sacado (caso acusativo), que algo fue sacado por el perro, o que algo fue sacado del perro. Se ha propuesto una preposición para el acusativo na que está ampliamente aceptada. Sin embargo, la ya existente preposición indefinida je podría utilizarse del mismo modo: forpeladon na hundo, forpeladon je hundo..
Los participios condicionales -unt- y -ut- se han creado por analogía con los participios pasados, presentes y futuros -int-, -it-; -ant-, -at-; -ont-, -ot-, tomando como referencia las vocales de los tiempos verbales -is, -as, -os y del modo condicional -us. Por ejemplo, la reĝunto es "el hombre que sería rey", hakuta arbo es "un árbol que sería talado". No obstante, aunque son formas reconocibles, su uso es poco frecuente. De forma similar, se ha creado un participio activo de presente gnómico por analogía con los pares de palabras y verbos tales como prezidento "presidente" y prezidi "presidir", y los participios resultantes prezidanto "el que (actualmente) preside", etc. No hay una forma pasiva equivalente aparte de la formada con el sufijo incoativo -iĝ-, mencionado anteriormente.